# Gentianella turkestanorum
Gentianella turkestanorum är en gentianaväxtart som först beskrevs av Gandoger, och fick sitt nu gällande namn av Josef Holub. Gentianella turkestanorum ingår i släktet gentianellor, och familjen gentianaväxter. Inga underarter finns listade i Catalogue of Life.